# Erica oligantha
Erica oligantha är en ljungväxtart som beskrevs av Guthrie och Bolus. Erica oligantha ingår i släktet klockljungssläktet, och familjen ljungväxter. Inga underarter finns listade i Catalogue of Life.